# Annie Easley
Annie J. Easley (23 d'abril de 1933 – 25 de juny de 2011) va ser una científica informàtica afroamericana, matemàtica i científica de coets. Va treballar al Centre de Recerca de Lewis (ara Centre de Recerca de Glenn) de la National Aeronautics and Space Administration (NASA) i el seu antecessor, el National Advisory Committee for Aeronautics (NACA). Va ser membre líder de l'equip que va desenvolupar programari pels coets Centaur i una de les primeres persones afroamericanes que va treballar com a informàtica a la NASA.

## Educació
Annie Easley va néixer a Birmingham, Alabama, filla de Bud McCrory i Willie Sims. En els dies previs al Moviment de Drets Civils, les oportunitats educatives i de carrera per als nens afroamericans eren molt limitades. Els nens afroamericans eren educats separadament dels nens blancs i les escoles molt sovint eren de qualitat inferior a les escoles per blancs. Annie va ser afortunada perquè la seva mare li deia que podia ser tot el que volgués, però hauria de treballar-hi. Ella la va animar a obtenir una bona educació i des del 5è grau a través de l'escola secundària, va assistir a l'escola secundària de la Sagrada Família.
Després de l'escola secundària, va anar a Nova Orleans, Louisiana, a la Xavier University, aleshores una universitat catòlica afroamericana, on va treballar en farmàcia durant uns dos anys.
El 1954, va tornar a Birmingham breument. Com a part de les Lleis Jim Crow, que van establir i mantenir la desigualtat racial, els afroamericans estaven obligats a aprovar una prova d'alfabetització i pagar un impost per votar. Ella recorda a la persona que li va fer l'examen que en resposta a la seva sol·licitud només li va dir: "Vas anar a la Xavier University. Dos dòlars". Posteriorment, va ajudar altres afroamericans a preparar-se per a la prova.
El 1963, la segregació racial dels comerciants del centre de Birmingham va acabar com a resultat de la Campanya de Birmingham, i el 1964, la Vint-i-Quarta Esmena va prohibir l'impost a les eleccions federals. Però no va ser fins a 1965 que la Llei de dret de vot va eliminar la prova d'alfabetització.
Poc després, es va casar i es va traslladar a Cleveland amb la intenció de continuar els seus estudis. Malauradament, la universitat local havia acabat el seu programa de farmàcia poc abans i no existia una alternativa.

## Carrera a NACA i la NASA
El 1955, va llegir un article periodístic local sobre una història sobre germanes bessones que treballaven per al National Advisory Committee for Aeronautics (NACA) com a "ordinadors" i l'endemà va sol·licitar un lloc de treball. Al cap de dues setmanes va ser contractada, essent un de les quatre persones afroamericanes d'entre uns 2.500 empleats. Va començar la seva carrera com a enginyera de matemàtiques i informàtica en el NACA Lewis Flight Propulsion Laboratory (que es va convertir en el Centre d'Investigació Lewis de la NASA, 1958-1999 i, posteriorment, el John H. Glenn Research Center) a Cleveland, Ohio. Va continuar la seva educació mentre treballava per a l'agència i, el 1977, va obtenir un Bachelor of Science in Mathematics per la Cleveland State University. Com a part d'una educació contínua, Easley va treballar a través de cursos d'especialització oferts per la NASA.
La seva carrera de 34 anys incloïa desenvolupar i implementar un codi informàtic que analitzés tecnologies per fonts d'energia alternatives, en els coets Centaur, creava projectes solars, eòlics i energètics, identificava sistemes de conversió d'energia i sistemes alternatius per resoldre problemes energètics. Les seves responsabilitats en el camp de l'energia incloïen estudis per determinar la vida d'ús de les bateries d'emmagatzematge, com les que s'utilitzen en vehicles elèctrics. Les seves aplicacions informàtiques s'han utilitzat per identificar sistemes de conversió d'energia que ofereixen millores de les tecnologies comercialment disponibles. Es va retirar el 1989.
El treball d'Easley en el projecte Centaur va ser d'ajuda pels fonaments tecnològics dels llançaments de satèl·lits de comunicació, militars i meteorològics. El seu treball va contribuir al vol de 1997 a Saturn de la sonda Cassini-Huygens, el llançador del qual tenia el Centaure en el seu estadi superior.

## Darrers anys
Annie Easley va ser entrevistada a Cleveland, el 21 d'agost de 2001 per Sandra Johnson. L'entrevista s'emmagatzema al National Aeronautics and Space Administration Johnson Space Center Oral History Program. La transcripció de l'entrevista de 55 pàgines inclou material sobre la història del Moviment de Drets Civils, Glenn Research Centre, Johnson Space Center, vols espacials i la contribució de les dones en aquest terreny.

Annie Easley va viure una època en què la discriminació per ser dona i per ser afroamericana era palpable, i ella ho sabia. En aquests entrevista a 2001 va dir el següent:
| «                 | Sóc conscient que la gent té els seus biaixos i els seus prejudicis, si. No tinc el cap enterrat sota la sorra. Però la meva actitud és que si no puc treballar amb tu, treballaré al teu costat. Mai m'he sentit tan desanimada com per abandonar. Aquesta pot ser la solució per a algunes persones, però no és la meva. Així que sí, estic segura que a mi, com a molta altra gent, se m'ha jutjat, no pel que puc fer, sinó pel meu aspecte. Sí, estic segura que això ha passat. Però com he dit, no deixaria que això m'enfonsés. […] Pots controlar els diners que entra en el meu moneder, però no la meva vida. | » |
| — Annie J. Easley | |   |

Va seguir aquests principis i els va posar en pràctica durant tota la seva carrera. Va exercir com a consellera d'igualtat d'oportunitats en l'ocupació de la NASA, càrrec amb el qual ajudava als supervisors a solucionar denúncies de discriminació per gènere, raça o edat de la forma més cooperativa possible.
Annie Easley va morir el 25 de juny de 2011.